# Doulevant-le-Petit
Doulevant-le-Petit település Franciaországban, Haute-Marne megyében. Lakosainak száma 16 fő (2022. január 1.). Doulevant-le-Petit Rachecourt-Suzémont, Ville-en-Blaisois és Bailly-aux-Forges községekkel határos.

## Népesség
A település népességének változása:
| Lakosok száma | 32   | 24   | 28   | 42   | 40   | 30   | 26   | 20   | 19   | 16   |
|               | 1968 | 1982 | 1990 | 2006 | 2013 | 2015 | 2017 | 2019 | 2020 | 2022 |